# Акведук Марція

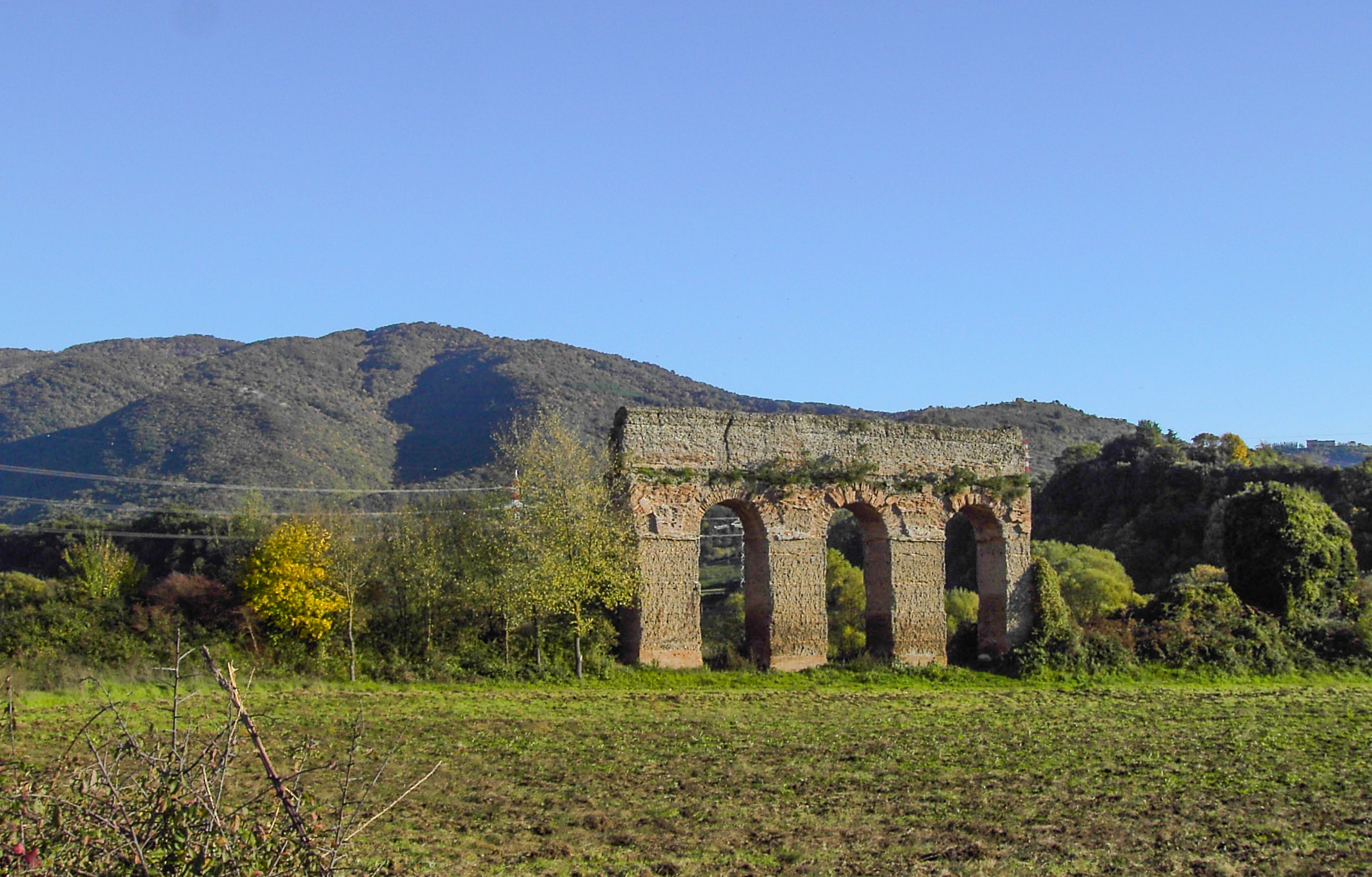
Акведук Марція у Тіволі

Акведук Марція — акведук у Стародавньому Римі.
Акведук Марція постачав у день 183 000 м³ води і став третім і найдовшим його водопроводом (91 км) античного Риму, і досі є одним з основних джерел водопостачання міста. Джерело Акведука Марція розташовувалось у долині річки Аніо, дещо вище від Марано-Екуо. Холодна вода джерела відрізнялася своєю чистотою.
Водопровід був побудований при преторі  Квінті Марції Рексі у 144–140 роках до н. е. і був названий на його честь. Акведук був кілька разів відремонтований, при Марку Віпсанії Агріппі у 33 році до н. е., при імператорах Августі, Титі, Адріані і Септимію Севері.
Акведук був прокладений вздовж Латинської дороги, після Порта-Маджоре — вздовж  Тибуртинської дороги. На місці з'єднання акведуків Марція, Тепула та Юлія у III столітті були збудовані Тибуртинські ворота Авреліанової стіни. Біля Stazione Termini акведук розгалужувався для постачання різних частин міста. Основний канал акведука постачав водою Капітолій, а менші також Целій та Авентін.
Імператор Каракалла побудував відгалуження Аква Марція Антоніана — для постачання терм, друге відгалуження забезпечувало терми Діоклетіана.